# Новоіванківці
Новоіва́нківці — (рум. Vancicăuții Mici - Ванчікауцій Мічь; до 7 вересня 1946 Пол-Ванчікауць рум. Pol-Vancicauţi, назва яка на місцевому рівні і сьогодні використовуються замість офіційний "радянський") — село в Україні, входить у Костичанівський старостинський округ № 2 (колишня Костичанівська сільська рада), Ванчиковецької сільської громаді, Чернівецького району, Чернівецької області.

## Історія

### Загальні данні
Перші згадки про поселення Новоіванківці (Пол-Ванчікауць) датуються 1859 роком.
За даними на 1859 рік у власницькому селі Пол-Ванчикауць Хотинського повіту Бессарабської губернії, мешкала 453 особи (237 чоловічої статі та 216 — жіночої), налічувалось 62 дворових господарства, існувала православна церква.
Станом на 1886 рік у власницькому селі Пол-Ванчикауць (Ново-Іваннківці) Новоселицької волості мешкало 591 особа, налічувалось 96 дворових господарств, існував кордон.
- Пол-Ванчикауць (Ново-Іваннківці) — село царське при річці Прут, 591 особа, 96 дворів, кордон.

Наказом Президії Верховної Ради Української РСР від 7 вересня 1946 було змінено назви багатьох населених пунктів колишнього Новоселицького району. Цим Наказом було змінено назву Пол-Ванчікауць на Новоіванківці.
З 24 серпня 1991 року село входить до складу незалежної України.
17 липня 2020 року, в результаті адміністративно-територіальної реформи і ліквідації Новоселицького району, село увійшло до складу Чернівецького району.

### Держави та давні адміністративні одиниці
(до складу яких входило село з моменту першого письмого згадування)
|                                 |                                                |                                               | Адміністративні одиниці                  | Період                         | герб | прапор |
| ------------------------------- | ---------------------------------------------- | --------------------------------------------- | ---------------------------------------- | ------------------------------ | ---- | ------ |
| 1                               | Молдавське князівство                          | Молдавське князівство                         | Молдавське князівство                    | 1581 - 1713                    |      |        |
| 1                               |                                                | Хотинський цинут                              |                                          | 1581 - 1713                    |      |        |
| 2                               | Османська імперія                              | Османська імперія                             | Османська імперія                        | 1713 - 28.05.1812              |      |        |
| 2                               |                                                | Хотинська райя                                |                                          | 1713 - 28.05.1812              |      |        |
| окуповане російськими військами | окуповане російськими військами                | окуповане російськими військами               | окуповане російськими військами          | 1739, 1769 - 1774, 1806 - 1812 |      |        |
| влада Молдавського князівства   | влада Молдавського князівства                  | влада Молдавського князівства                 | влада Молдавського князівства            | 1772 - 1773                    |      |        |
| окуповане військами Австрії     | окуповане військами Австрії                    | окуповане військами Австрії                   | окуповане військами Австрії              | 1774 - 1776, 1788 - 1793       |      |        |
| 3                               | Російська імперія                              | Російська імперія                             | Російська імперія                        | 28.05.1812 - 02.12.1917        |      |        |
| 3                               |                                                | Бессарабська губернія                         |                                          | 28.05.1812 - 02.12.1917        |      |        |
| 3                               | Хотинский уїзд                                 |                                               |                                          | 28.05.1812 - 02.12.1917        |      |        |
| 3                               | - Новоселицька волость                         |                                               |                                          | 28.05.1812 - 02.12.1917        |      |        |
| 4                               | Молдовська Демократична Республіка             | Молдовська Демократична Республіка            | Молдовська Демократична Республіка       | 02.12.1917 - 27.03.1918        |      |        |
| 4                               |                                                | Жудец Хотин                                   |                                          | 02.12.1917 - 27.03.1918        |      |        |
| окуповане військами Австрії     | окуповане військами Австрії                    | окуповане військами Австрії                   | окуповане військами Австрії              | 1918                           |      |        |
| 5                               | Румунське королівство                          | Румунське королівство                         | Румунське королівство                    | 27.03.1918 - 28.06.1940        |      |        |
| 5                               |                                                | Жудец Хотин                                   |                                          | 27.03.1918 - 28.06.1940        |      |        |
| 5                               | - Пласа Ліпкани                                | 27.03.1918 - 14.08.1938                       |                                          |                                |      |        |
| 5                               |                                                |                                               | Цинут Сучава                             | 14.08.1938 - 28.06.1940        |      |        |
| 5                               | Жудец Хотин                                    |                                               |                                          | 14.08.1938 - 28.06.1940        |      |        |
| 5                               | - Пласа Суліца (Пласа Б. П. Хашдєу)            |                                               |                                          | 14.08.1938 - 28.06.1940        |      |        |
| 6                               | Союз Радянських Соціалістичних Республік       | Союз Радянських Соціалістичних Республік      | Союз Радянських Соціалістичних Республік | 28.06.1940 - 22.06.1941        |      |        |
| 6                               |                                                | Українська Радянська Соціалістична Республіка |                                          | 28.06.1940 - 22.06.1941        |      |        |
| 6                               | Чернівецька область                            |                                               |                                          | 28.06.1940 - 22.06.1941        |      |        |
| 6                               | - Новоселицький район                          |                                               |                                          | 28.06.1940 - 22.06.1941        |      |        |
| 7                               | Румунське королівство                          | Румунське королівство                         | Румунське королівство                    | 22.06.1941 - 1944              |      |        |
| 7                               |                                                | Губернаторство Буковина                       |                                          | 22.06.1941 - 1944              |      |        |
| 7                               | Жудець Хотин                                   |                                               |                                          | 22.06.1941 - 1944              |      |        |
| 7                               | - Пласа Суліца (Пласа Б. П. Хашдєу)            |                                               |                                          | 22.06.1941 - 1944              |      |        |
| 8                               | Союз Радянських Соціалістичних Республік       | Союз Радянських Соціалістичних Республік      | Союз Радянських Соціалістичних Республік | 1944 - 24.08.1991              |      |        |
| 8                               |                                                | Українська Радянська Соціалістична Республіка |                                          | 1944 - 24.08.1991              |      |        |
| 8                               | Чернівецька область                            |                                               |                                          | 1944 - 24.08.1991              |      |        |
| 8                               | - Новоселицький район                          |                                               |                                          | 1944 - 24.08.1991              |      |        |
| 9                               | Україна                                        | Україна                                       | Україна                                  | 24.08.1991 -                   |      |        |
| 9                               |                                                | Чернівецька область                           |                                          | 24.08.1991 -                   |      |        |
| 9                               |                                                | Новоселицький район                           | 24.08.1991 - 2019                        |                                |      |        |
| 9                               |                                                | Чернівецький район                            | 19.06.2020 -                             |                                |      |        |
| 9                               | - Ванчиковецька сільська територіальна громада | 2019 -                                        |                                          |                                |      |        |

Заснування міста Черн - 1150-ті

 Галицьке князівство Друга половина XII-1199

 Галицько-Волинське князівство 1199-1241

 Золота Орда 1241–1342

Знищення міста Черн -
кінець XIV — початок XV

 Молдавське князівство 1346–1775

1408 - Перша згадка міста

 Габсбурзька монархія/АІ 1775–1918

 ЗУНР 1918

 Румунське королівство 1918–1940

 СРСР (Українська РСР) 1940–1941

 Румунське королівство 1941–1944

 СРСР (Українська РСР) 1944–1991

 1991–до наших днів

## Географія

### Загальне положення
Село розташоване на Надпрутнянській рівнині, вздовж лівого берега Прута. Через село проходить автошлях Н10 Чернівці-Кишинів. Через село пролягає залізнична лінія Чернівці — Ларга. Центр села розташован за 51 км від обласного центру та 10 км від пункт пропуску через державний кордон України на кордоні з Молдовою  — Мамали́га. Село розташоване на лівому березі річки Прут.

### Відстань від с.Новоіванківці / Пол-Ванчікауць(Костичани) до великих міст (автошляхами)
«Всі дороги ведуть до Костичан (с. Новоіванківці / Пол-Ванчікауць)» - вислів у стилі римського прислів'я «Omnes viae Romam ducunt» (Всі дороги ведуть до Риму).

### Відстань від с.Новоіванківці / Пол-Ванчікауць(Костичани) до великих міст (по прямий лінії)
«Costiceni - centru' universului» (Костичани - центр всесвіту) - популярний вислів серед молодь села Костичани та с. Новоіванківці / Пол-Ванчікауць в 90-ті та 2000-ні роки.

## Населення

### Мова
Розподіл населення за рідною мовою (за даними перепису 2001 року)
Розподіл населення за рідною мовою за даними перепису 2001 року:
| Мова       |  |     | Відсоток |
| ---------- |  | --- | -------- |
| румунська  |  | 956 | 97,55%   |
| українська |  | 14  | 1,43%    |
| російська  |  | 10  | 1,02%    |
| разом      |  | 980 | 100%     |

## Фотогалерея

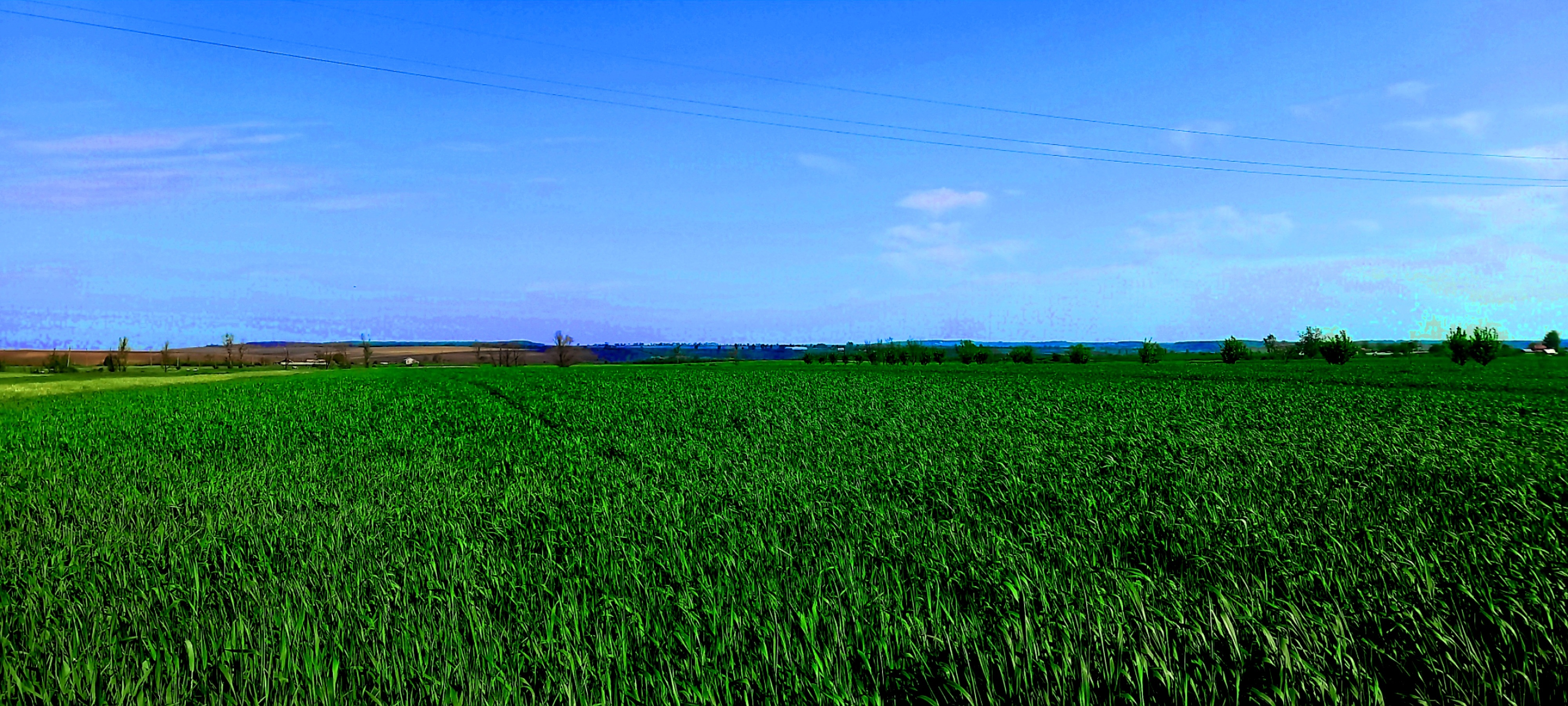
Поле в Пол-Ванчикауць
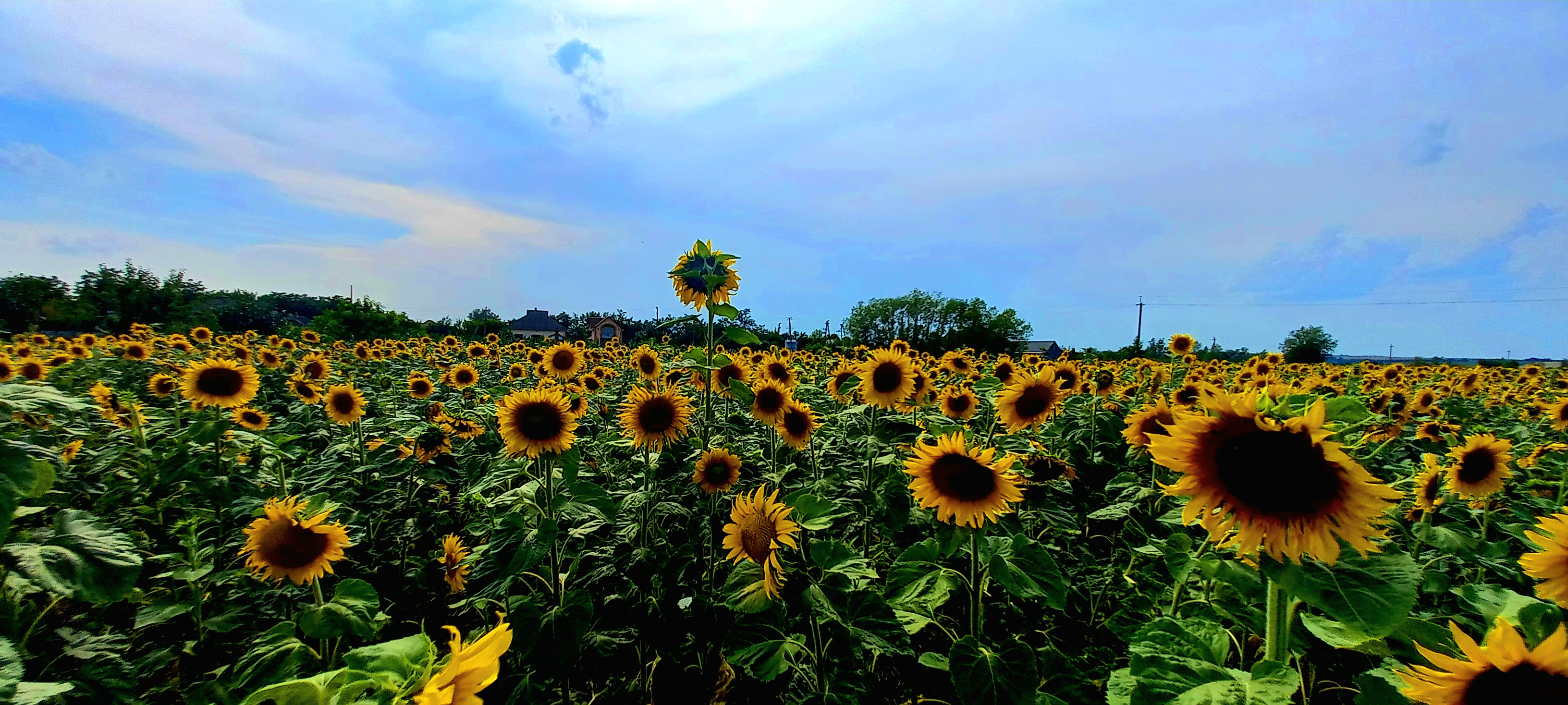
Поле в Пол-Ванчикауць
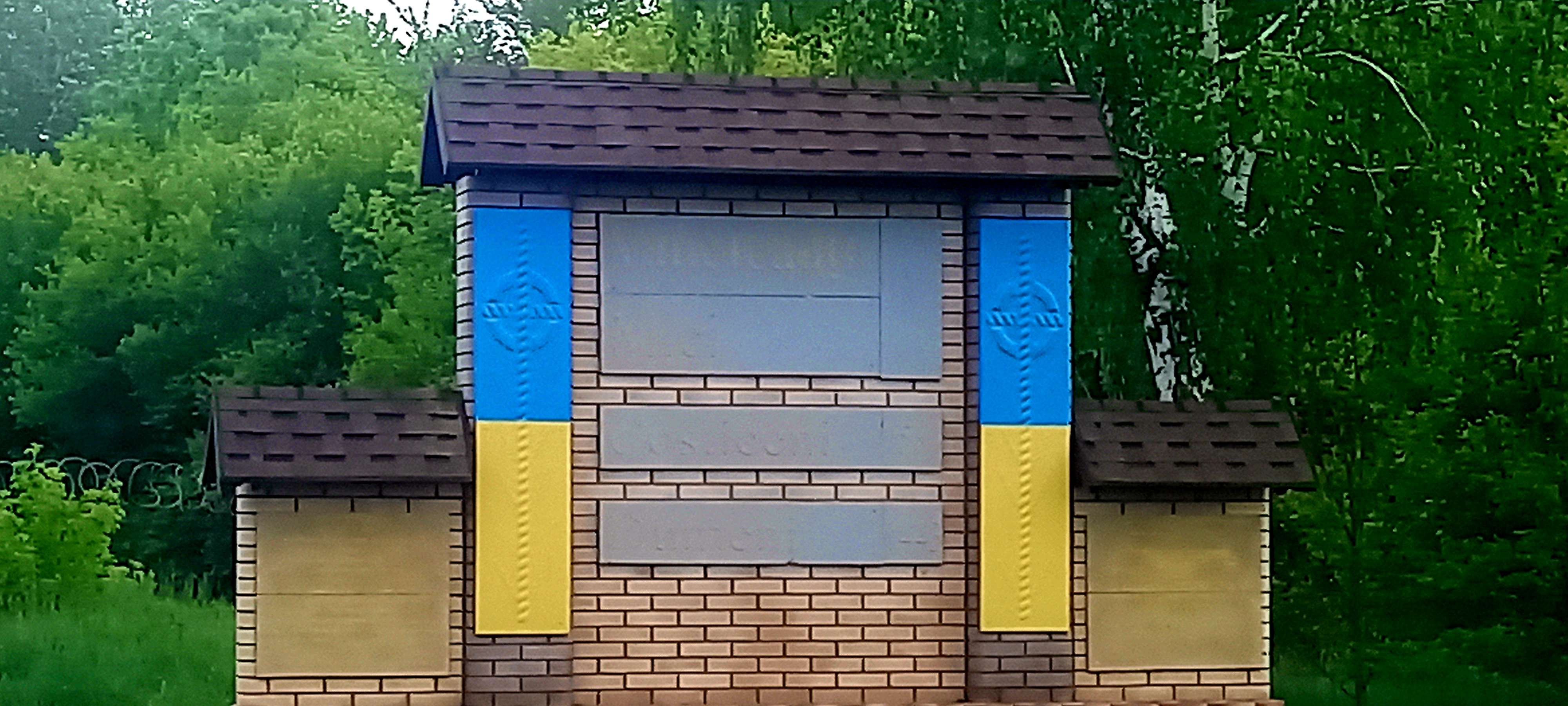
Ворота села Костичани вхід в Пол-Ванчікауць
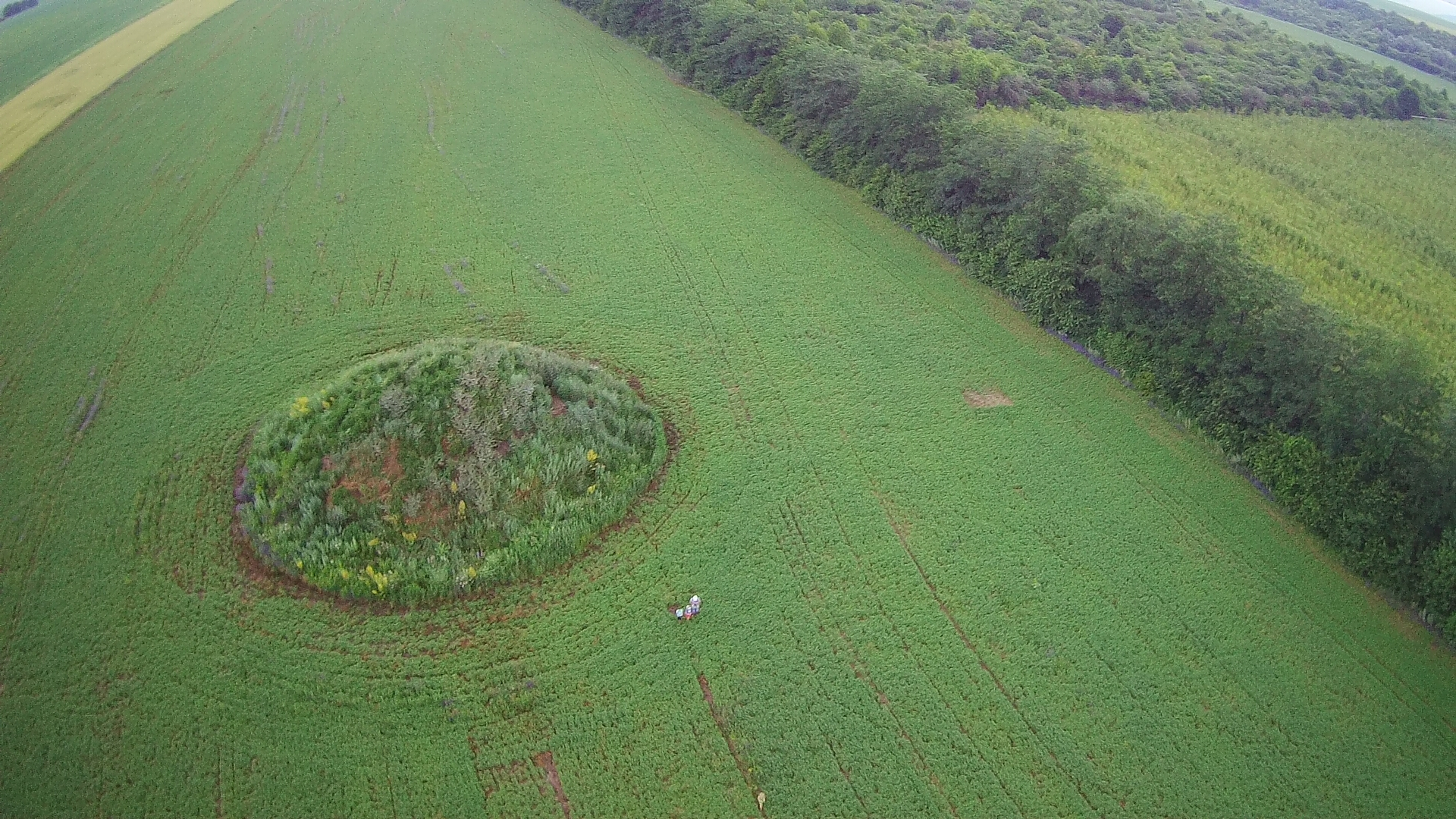
Мовіла туркулуй
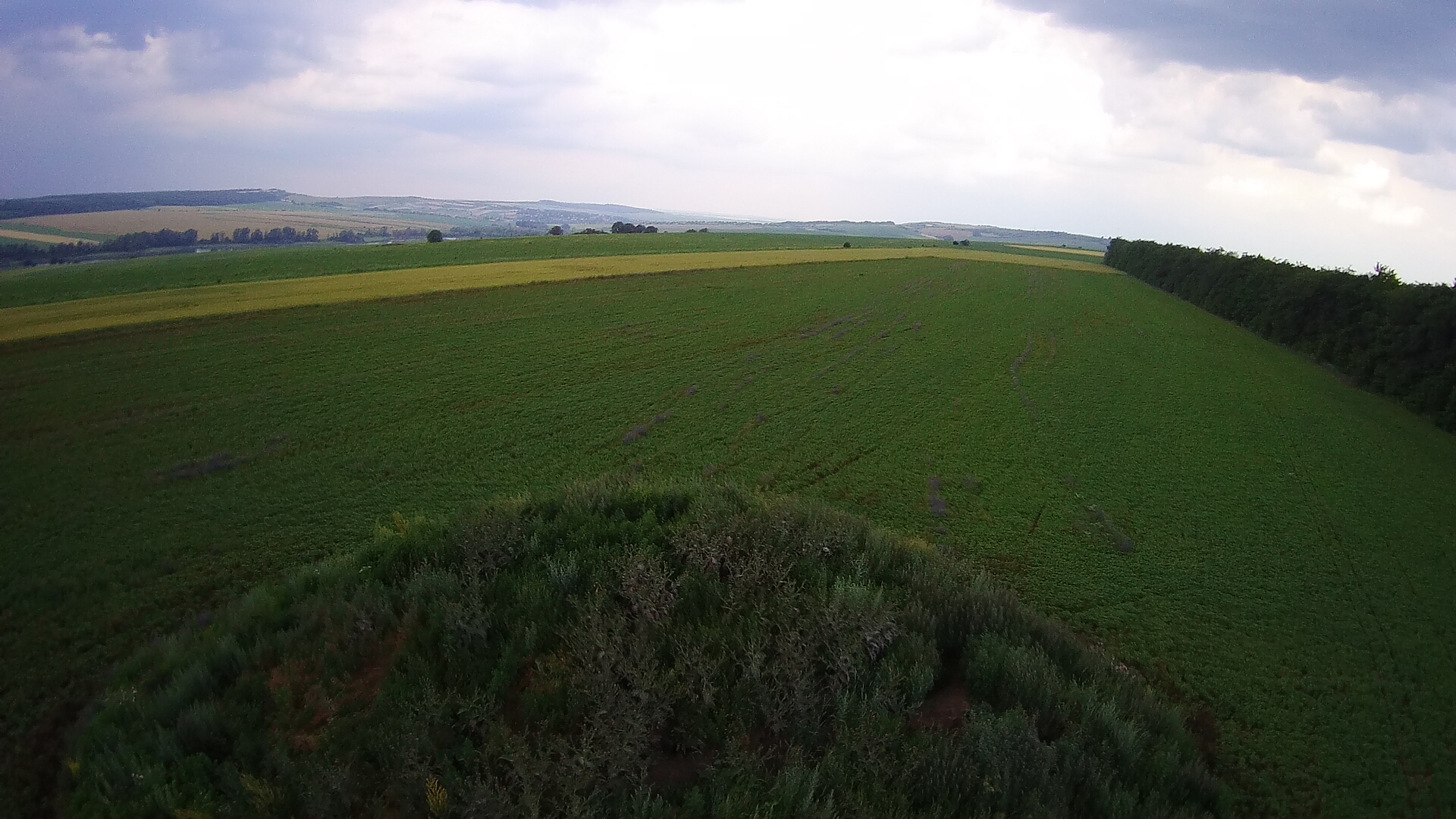
Мовіла туркулуй
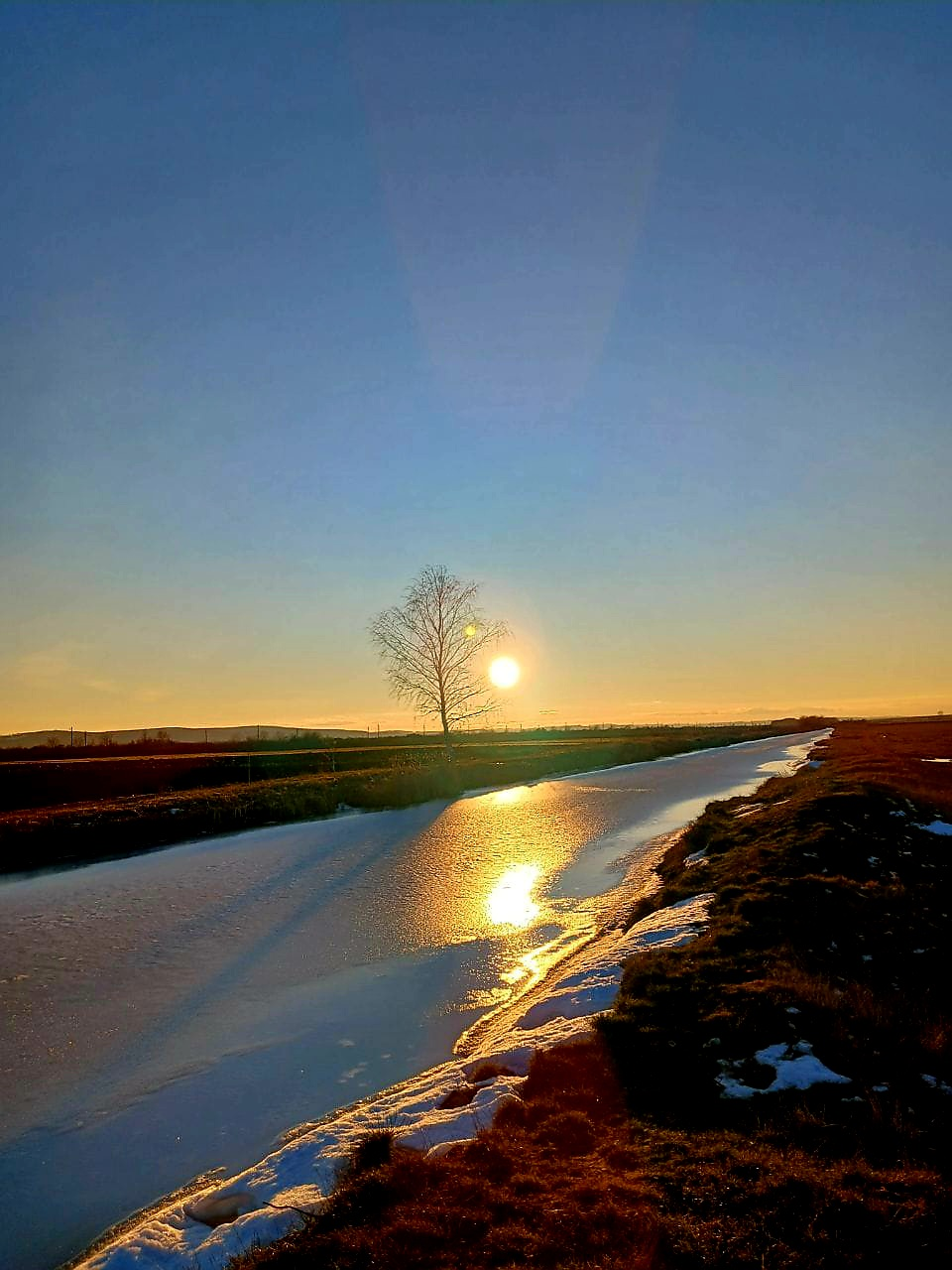
Річка Черлена в зимку
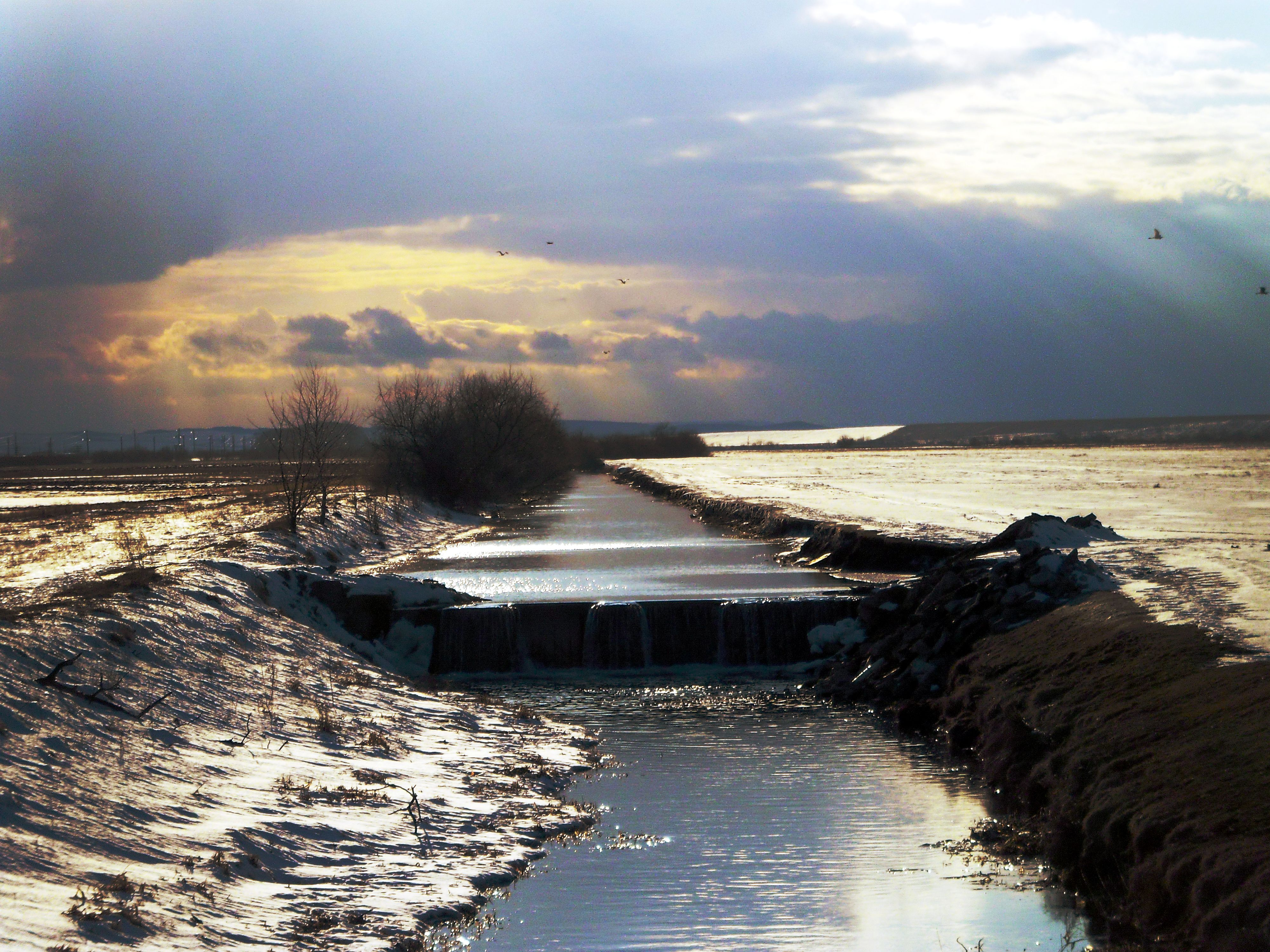
Річка Черлена в зимку
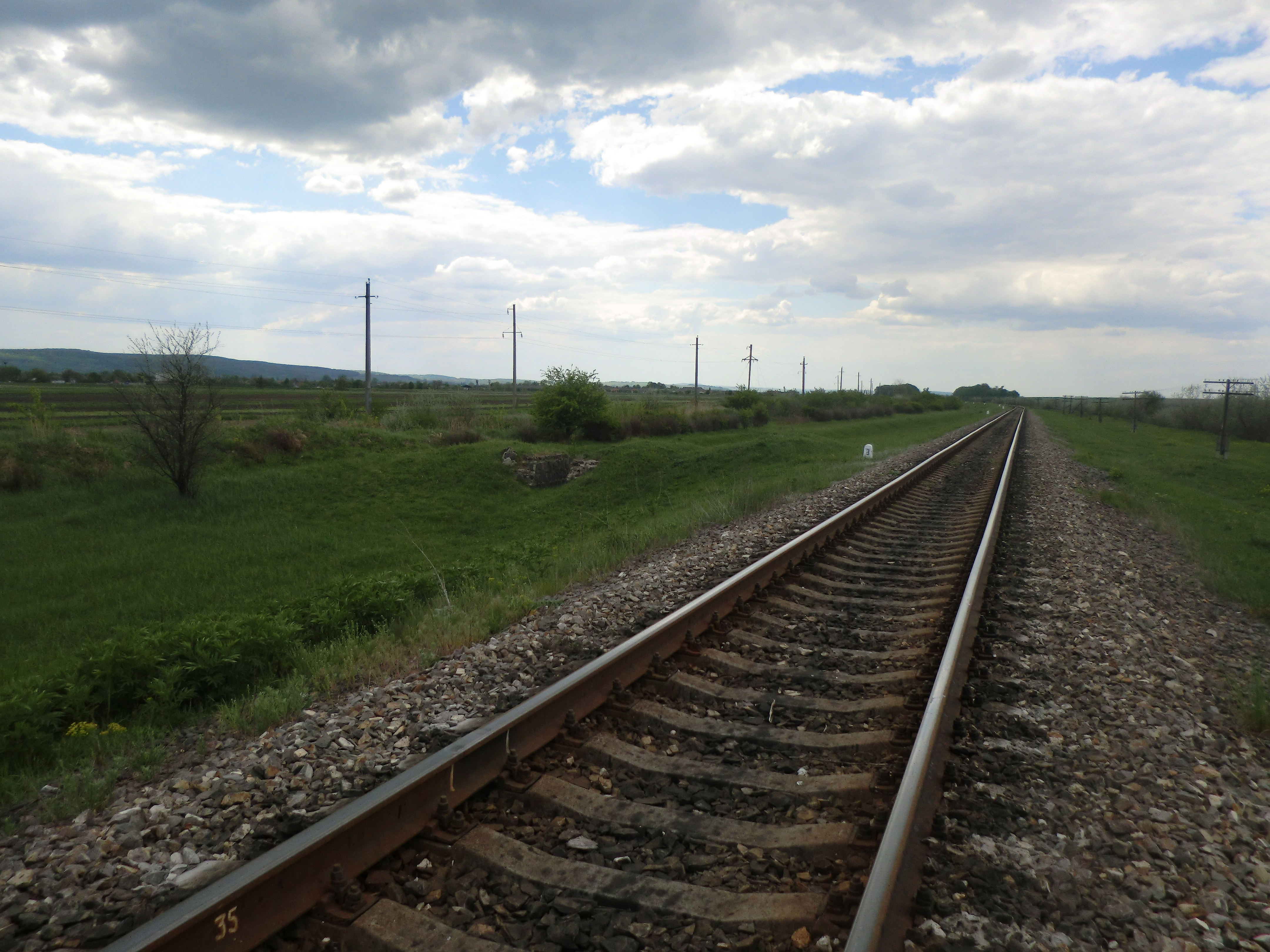
Залізна дорога в Пол-Ванчікауць
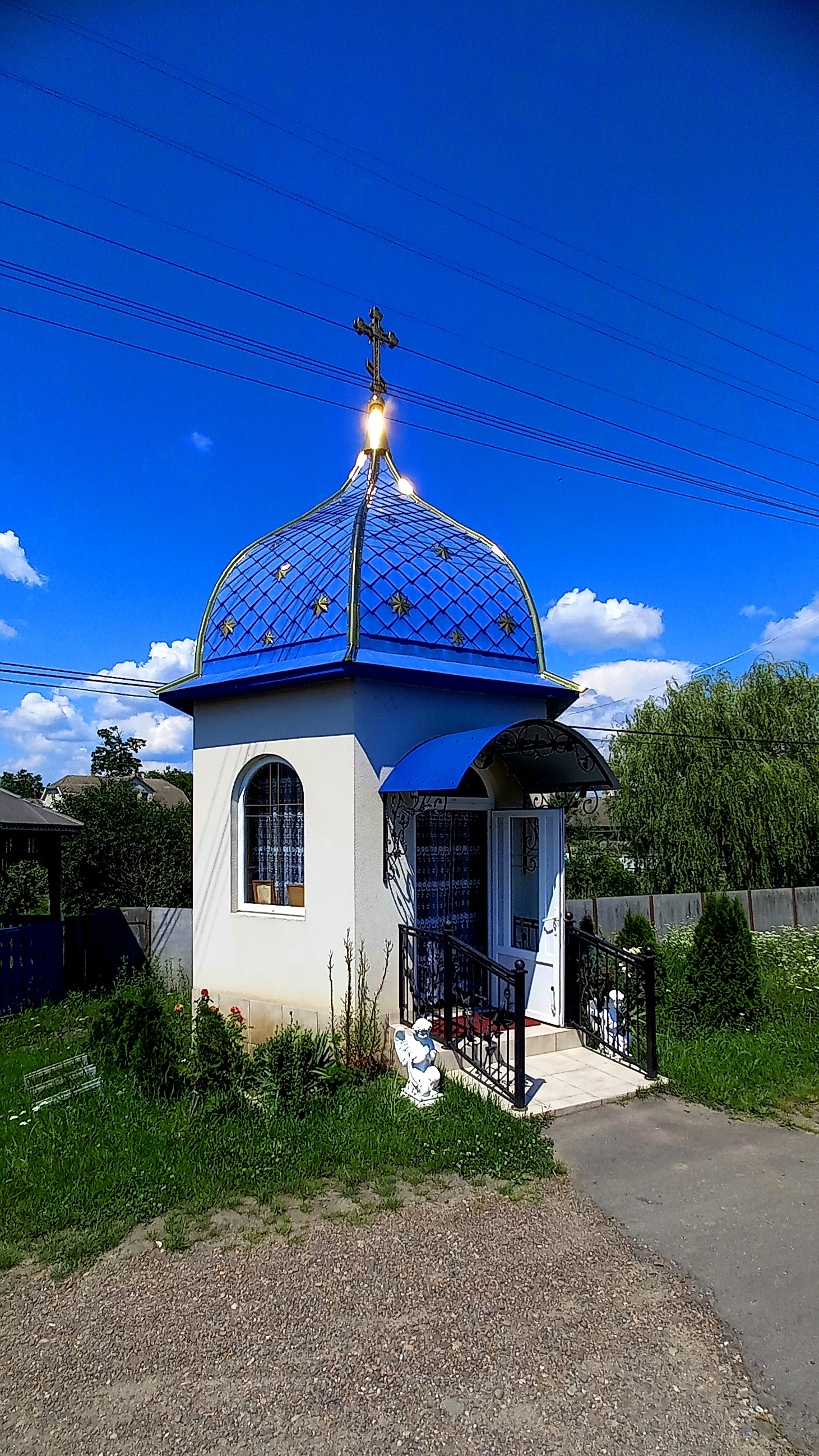
Каплиця в Пол-Ванчікауць
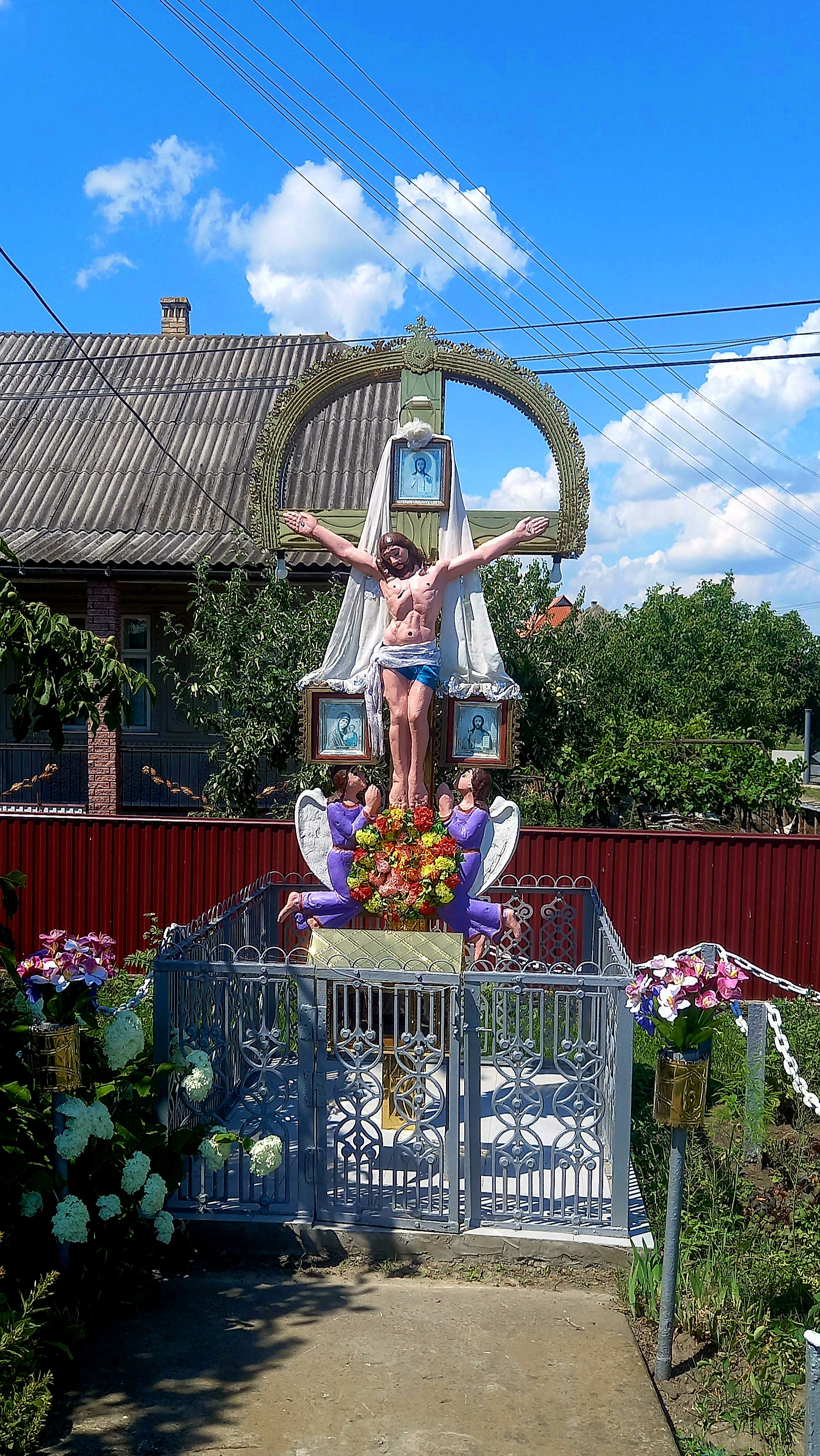
Розп'яття в Пол-Ванчікауць
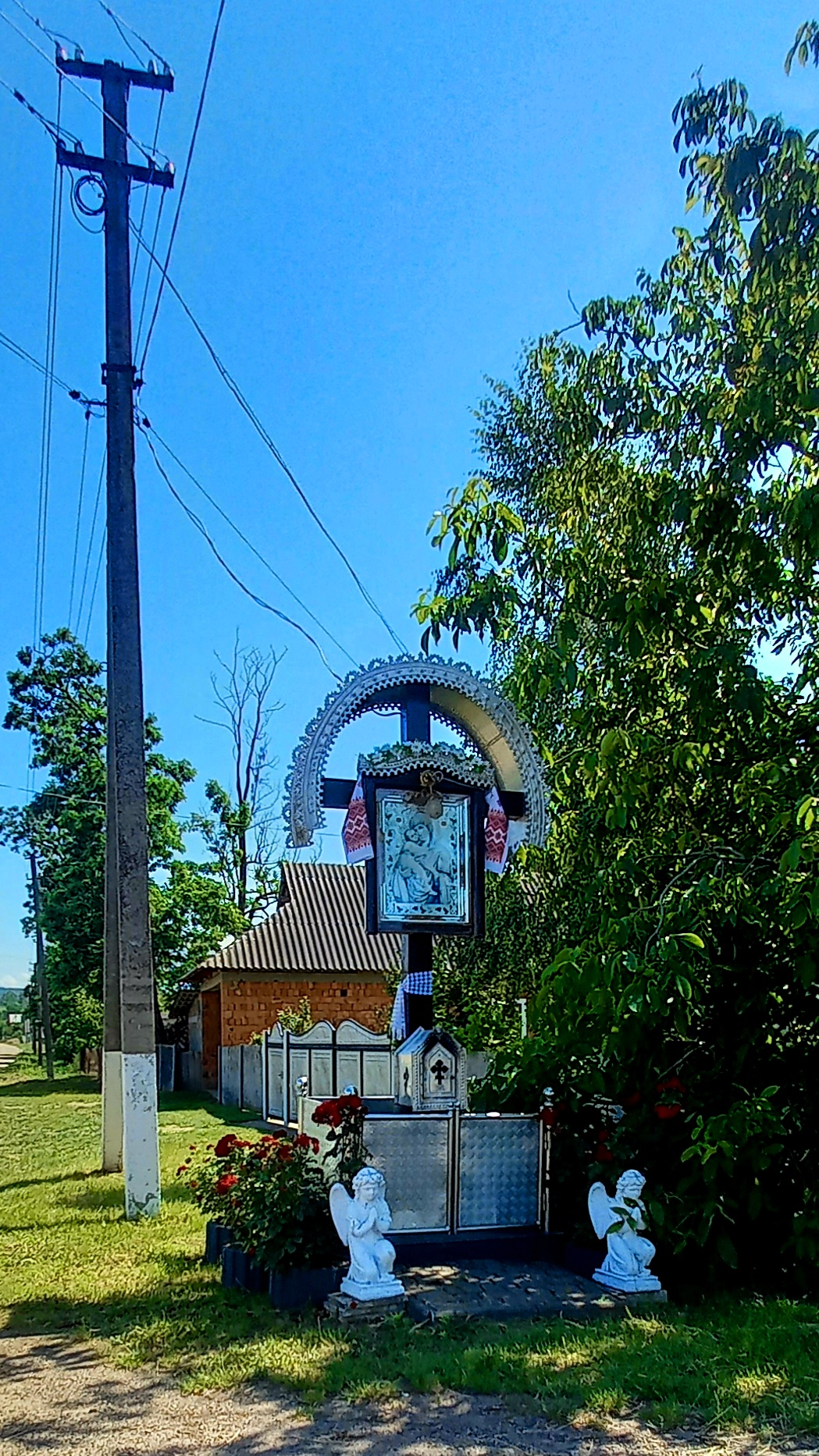
Розп'яття у вулиці біля Сирбу (напроти Диомида Івановича Савка)
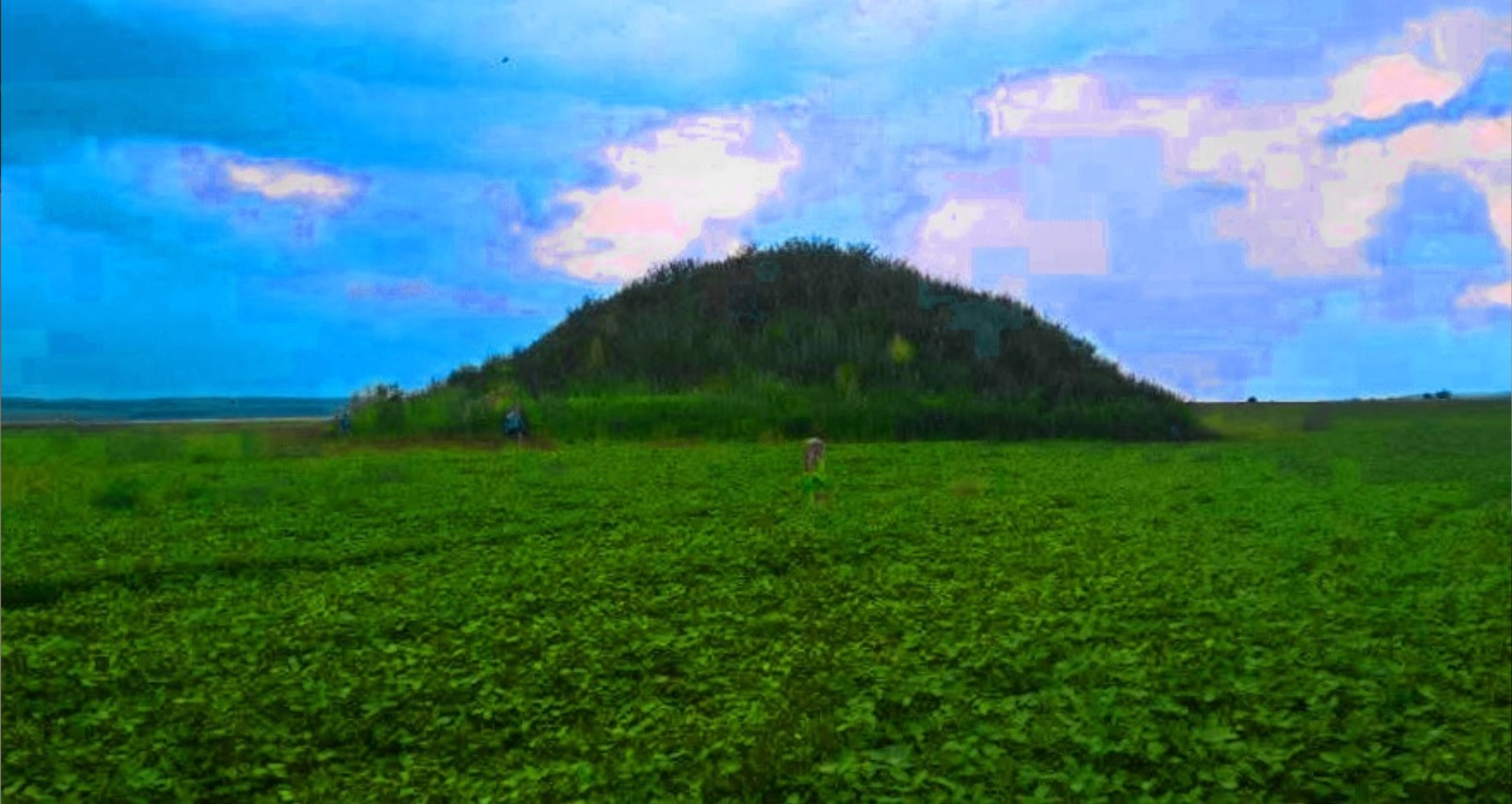
курган «Мовіла туркулуй»

## Проект символіки

### Проєкт прапора
Цивільний прапор – це полотно прямокутної форми з співвідношенням ширини до довжини a : b = 2 : 3. На полотні зображено дві горизонтальні рівновеликі смуги c = ½ a. Верхня смуга блакитного кольору, що символізує мирне небо. Нижня смуга, зеленого кольору — богаті поля від яких залежить життя сілян. По співвідношення повторює співвідношення державного прапора України.
Державний прапор- це цивільний прапор з малим гербом в центі зміщений на 1/3 ближче до списа (древко). Цивільний прапор та Державний прапор рівнозначні. Прапор із гербом зазвичай використовують державні органи влади.
| колір     | RGB          | CMYK               |
| --------- | ------------ | ------------------ |
| блакитний | 49, 167, 255 | 81%, 35%, 0%, 0%   |
| зелений   | 5, 135, 0    | 96%, 0%, 100%, 47% |

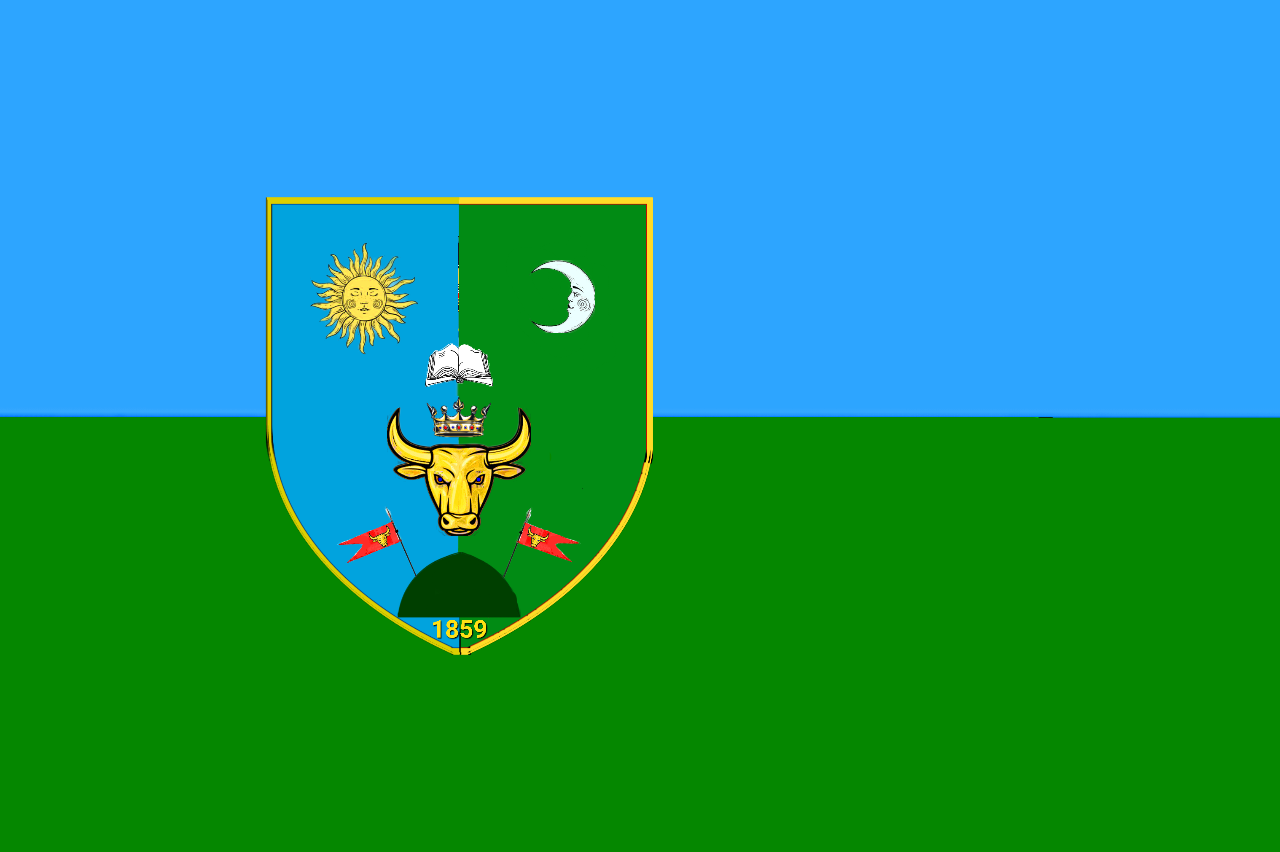
Прапор села Новоіванківці (Пол-Ванчікауць)
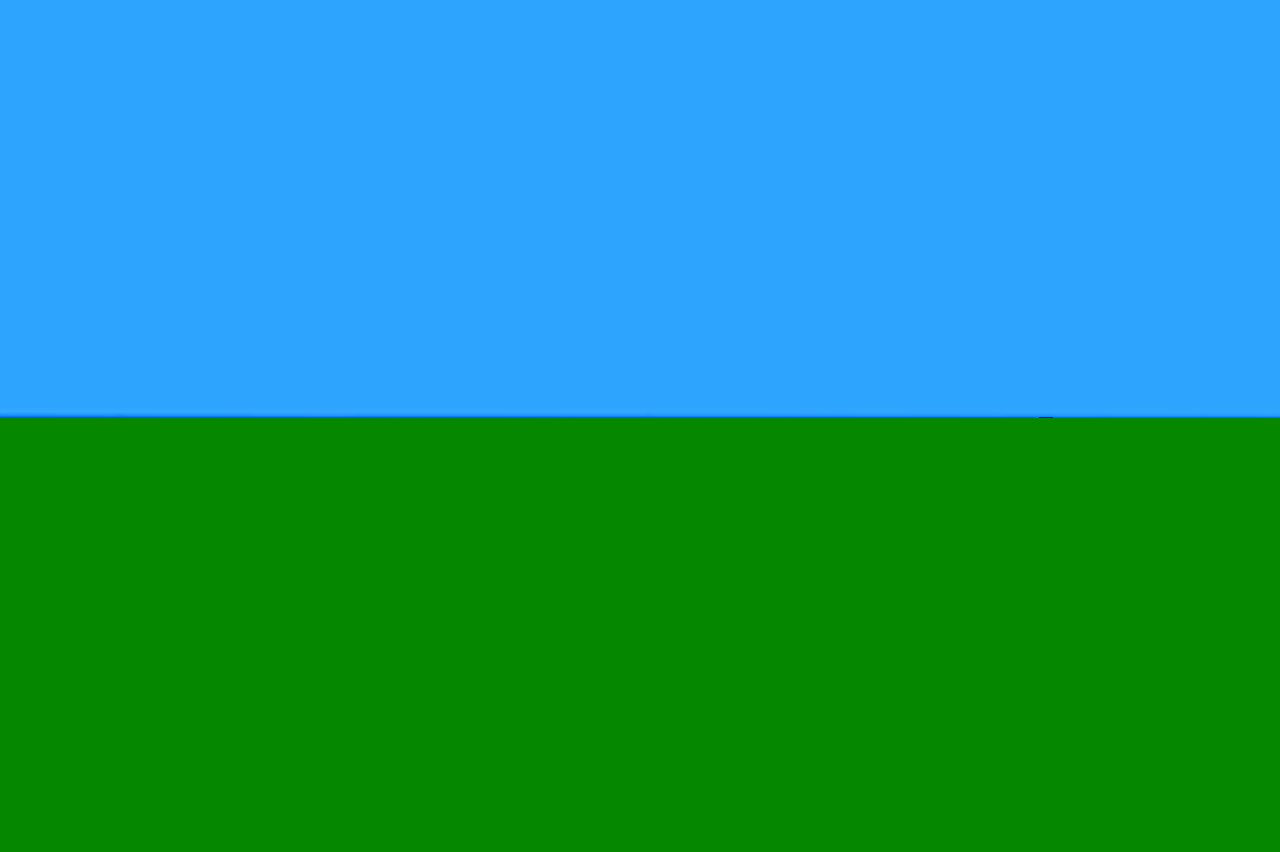
Прапор села Новоіванківці (Пол-Ванчікауць) (цивільний)
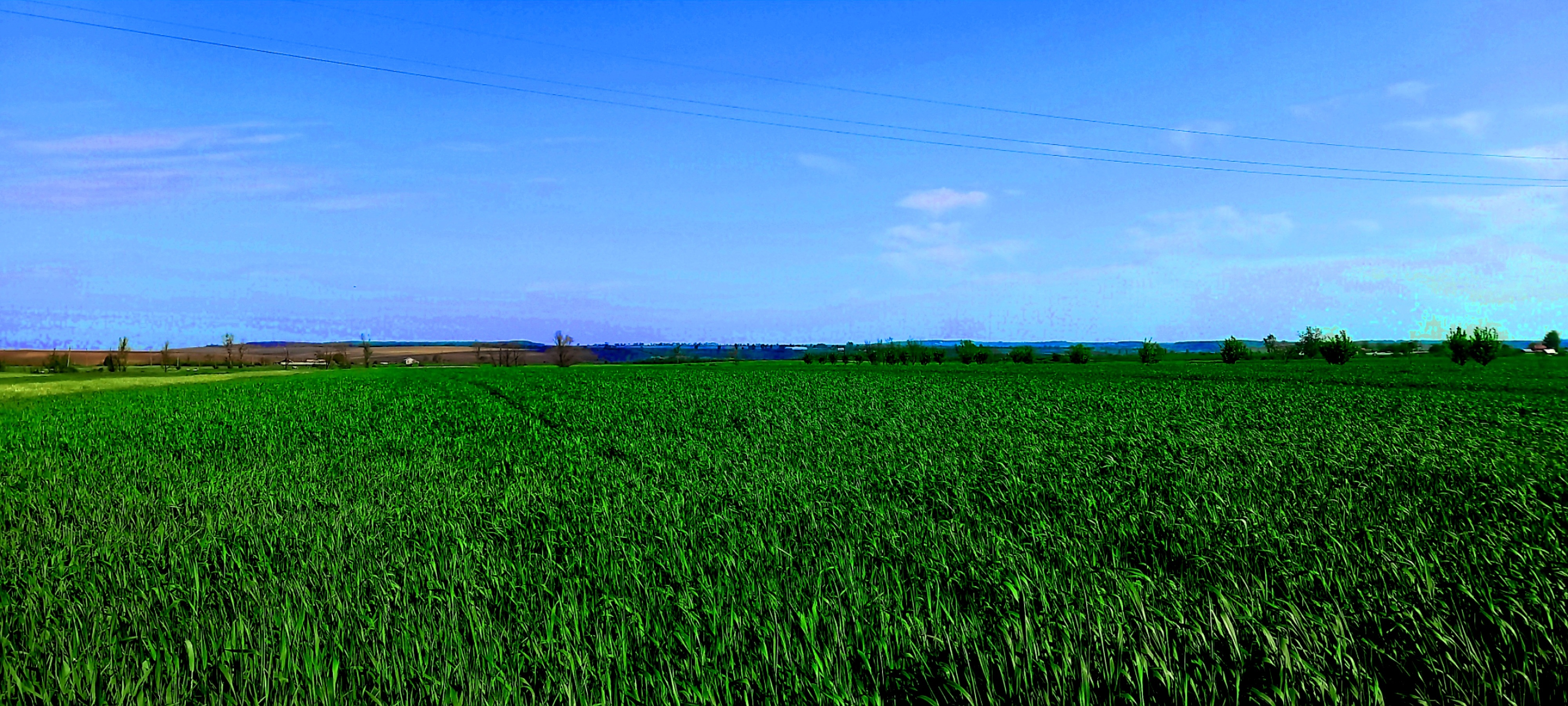
Поле в Пол-Ванчикауць
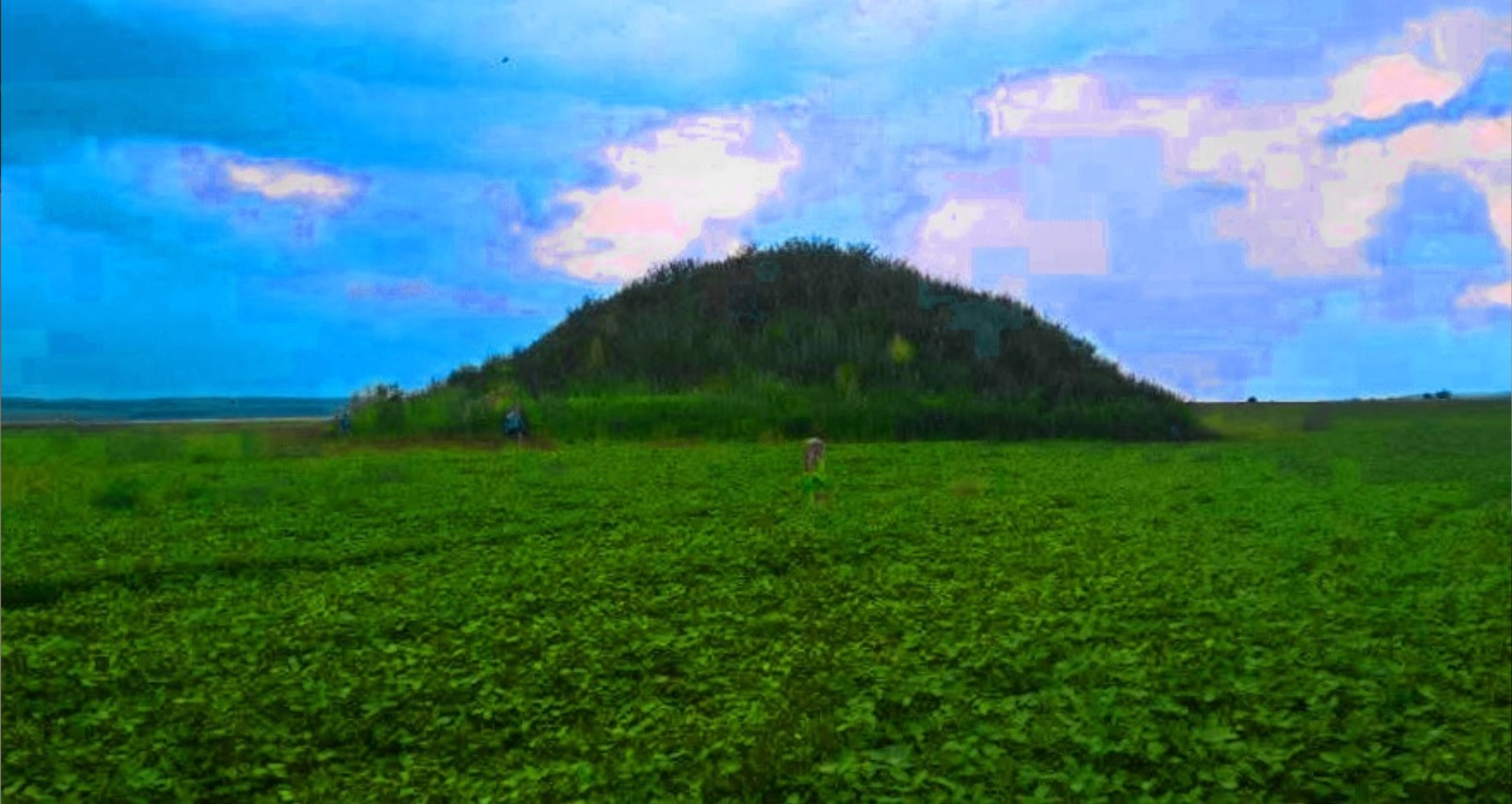
Курган «Мовіла туркулуй»

### Прєкт герба
Герб села Новоіванківці – це щит розтинний навпіл (поділений вертикально) на дві частини. Ліва частина (з точки зору геральдики – права частина) щита блакитнього кольору – що символізує вірність, чесність, шляхетність, лицарські чесноти, бездоганність. Права частина (з точки зору геральдики – ліва частина) зеленого кольору –  що символізує родючі землі, від яких залежить життя мешканців села. В центрі щита в низу голова в анфас тура (дикого бика) жовтого (золотого) кольору – як символ праці, терпіння та родючості, також корова завжди була годувальниця селян. Над головою між рогами корона золотого (жовтого) кольору. Корона як символ що  село Новоіванківці (Пол-Ванчікауць)  колісь мало окремі органи місцевого врядування (прімарії, сільської ради тощо) а зараз починаючі з 1951 р. утворюють спілну громаду. В самий низ під головою тура темно-зелений пагорб - старовинний скіфський  курган відомий під назвою ”Могила Турка” (Movila Turcului)  із двома боьовими піками з червоними прапорцями часів Штефана Чел Маре - як зв'язок з одною з призвіськ території села Резешаска (Răzășasca), тобто територія що належала разешам (Резешами в Молдавському князівстві називали також осіб, які брали участь у військових діях, але не перебували у володінні держави (господаря). Зазвичай робили це на релігійному ґрунті — боролися за православну віру. Іноді в нагороду за заслуги і підтримку у війнах пани дарували землі або державні посади.) Також в центрі зверху відкрита книга - джерело знань. Ці елементи сімволізують також: колишню школу в селі Пол-Ванчікауць та колишню прикордону заставу. На верху по кутам розташовані геральдічні фигури золотого сонця та срібного молодого півмісяця як символ що живимо із надією що життя у нашому селі буде стільки скільки буде сонце та місяць на небі. В низу щита напис золотого кольору 1859 - рік першої пісмової згадки села Пол-Ванчікауць.

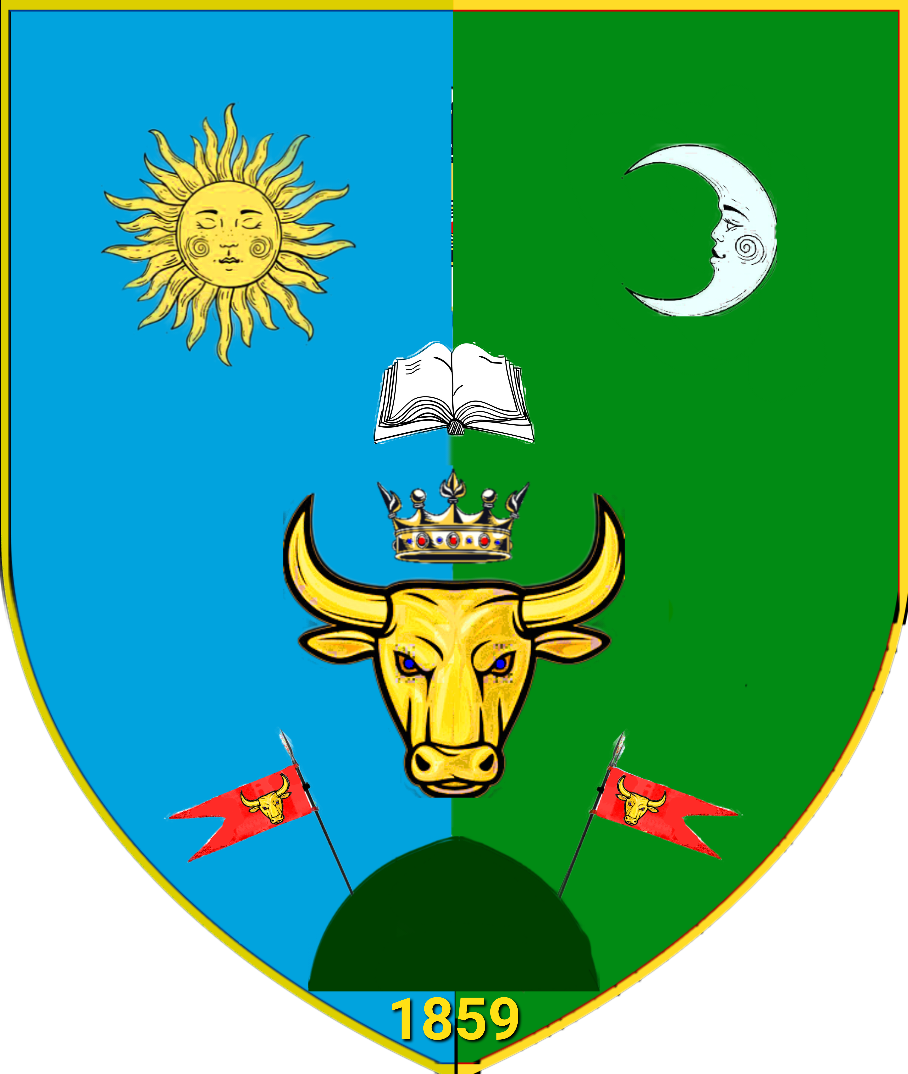
Герб села Новоіванківці

| колір         | RGB           | CMYK                   |
| ------------- | ------------- | ---------------------- |
| блакитний     | 49, 167, 255  | 81%, 35%, 0%, 0%       |
| зелений       | 5, 135, 0     | 96%, 0%, 100%, 47%     |
| жовтий        | 239, 255, 0   | 6%, 0%, 100%, 0%       |
| білий         | 255, 255, 255 | 0%, 0%, 0%, 0%         |
| червоний      | 204, 0, 0     | 0%, 100%, 100%, 20%    |
| темно-зелений | 0, 63, 0      | 100%, 0%, 100%, 75%    |
| чорний        | 0, 0, 0       | 100%, 100%, 100%, 100% |